# Clemens Thieme
Clemens Thieme (eller Thiem eller Tieme ), född 7 september 1631 i Grossdittmansdorf, Dresden, död 27 mars 1668 i Zeitz.  Han var en tysk barockkompositör.    
Han föddes i området runt Dresden hov och studerade som elev för Philipp Stolle. När han var elva ordnande Heinrich Schütz ett arbeta till honom som korgosse för det kungliga hovet i Köpenhamn, Danmark. Efter att Thiemes röst gick sönder ordnade Schütz studieplats och arbete som hovmusiker i Dresden till honom. Med hjälp av Schütz, blev han 1663 hovmusiker i Saxe-Zeitz och så småningom dess konsertmästare.  
Forskare känner till cirka 100 verk av honom i både instrumentala och koral genrer. Men  bara 18 överlevt.

## Verk, utgåvor och inspelningar
- Sonater
- Rondeau